# マカオ発展新連盟
マカオ発展新連盟(マカオはってんしんれんめい、澳門發展新連盟、Nova União para Desenvolvimento de Macau)は、マカオの政党である。

## 概要
旧ポルトガル植民地のマカオにおいて、中華人民共和国の一部として中国式社会主義を主張する政党である。2005年の立党以降は議会に議席を有しており、33議席のうち現有議席は1であり、得票率は9.94%である。